# Поллен
Поллен (фр. Pollein) — муніципалітет в Італії, у регіоні Валле-д'Аоста.
Поллен розташований на відстані близько 600 км на північний захід від Рима, 4 км на схід від Аости.
Населення — 1576 осіб (2014).
Щорічний фестиваль відбувається 23 квітня. Покровитель — Святий Юрій.

## Демографія
Населення за роками:

Станом на 1 січня 2023 року в муніципалітеті офіційно проживали 74 іноземці з 20 країн, серед них 41 громадянин країн Євросоюзу та 1 громадянин України.

## Сусідні муніципалітети
- Аоста
- Бриссонь
- Шарвансо
- Кар
- Сен-Кристоф